# Fuerzas Armadas de Polonia
Las Fuerzas Armadas de la República de Polonia (en polaco: Siły Zbrojne Rzeczypospolitej Polskiej, abreviadas como SZ RP, y conocidas popularmente como Wojsko Polskie o WP —en español: "Ejército Polaco"—) es el nombre de las fuerzas militares de Polonia. El nombre ha sido usado desde principios del siglo XIX, aunque también puede referirse a formaciones anteriores. Las Fuerzas Armadas Polacas están formadas por el Ejército de la República de Polonia (en polaco: Wojska Lądowe RP), las Fuerzas Especiales de la República de Polonia (en polaco: Wojska Specialne RP), la Armada de la República de Polonia (en polaco: Marynarka Wojenna RP) , la Fuerza Aérea de la República de Polonia (en polaco: Siły Powietrzne RP) y la Defensa Territorial (en polaco: Wojska Obrony Terytorialnej RP) están bajo el mando del Ministerio de Defensa Nacional (en polaco: Ministerstwo Obrony Narodowej). SZ RP son las fuerzas armadas nacionales de Polonia. Este nombre WP ha sido usado desde los inicios del siglo XIX, pero se puede aplicar a otros periodos de su historia ancestral.
Para el 2009, Polonia disponía del vigésimo primer puesto en gasto militar de acuerdo con el SIPRI. Los soldados de Polonia han sido desplegados en el marco de las operaciones de la OTAN en Irak y en Afganistán; así mismo en el curso de sus acciones al menos 23 soldados de nacionalidad polaca han resultado muertos en actos del servicio en Irak entre la invasión a Irak en 2003 y el retiro de las fuerzas de Polonia en el 2008.

## Misión y objetivos
Con el fin de alcanzar los fines prescritos en las Políticas de defensa y seguridad de la nación Polaca, la meta estratégica de República de Polonia es el asegurar unas condiciones favorables para la realización y aseguramiento de sus intereses nacionales al eliminar las posibles amenazas externas e internas, reduciendo los posibles riesgos y accediendo a alcanzar sus metas enmarcadas dentro del estricto respeto y observancia de las leyes y normas internacionales usando los medios y recursos legales, tanto materiales como humanos, existentes. Las políticas de seguridad estratégica de la República de Polonia en el sector de la defensa incluyen:
- Asegurar la Independencia y la soberanía sobre el total de la extensión territorial de la República de Polonia, su integridad e incluso la inviolabilidad de sus fronteras.
- La defensa y protección de todos los ciudadanos de la República de Polonia.
- Mantener y crear las condiciones necesarias para mantener la continuidad institucional y la defensa e implementación (en caso de guerra) de las funciones de la administración pública, la defensa de las autoridades de la administración pública y de las otras entidades del poder público competentes en el área de la seguridad nacional, incluyendo a las entidades responsables de mantener el funcionamiento normal y armonioso de la economía y de los otros servicios y áreas importantes para la vida y seguridad de sus ciudadanos.
- Crear y persuadir a sus integrantes para mantener las condiciones para la mejora constante de las capacidades de autodefensa y defensa del Estado y el aseguramiento de las políticas de defensa y su preparación en las estructuras de defensa nacional y dentro de las estructuras de los Pactos Aliados.
- Desarrrollar la cooperanción entre corporaciones y entidades militares similares y de otras naciones, especialmente la colaboración con sus vecinos fronterizos.
- La implementación de los correspondientes comités para la inclusión de Polonia dentro de las estructuras efectivas de membresía y de comando dentro de la OTAN y la Unión Europea.
- Involucrarse cuando se le solicite en una intervención internacional en situaciones de crisis lideradas por la OTAN y la UE en primer lugar, así como ser parte de las coaliciones lideradas por las Naciones Unidas cuando esta toma parte en situaciones de emergencia manifiesta.

## Historia

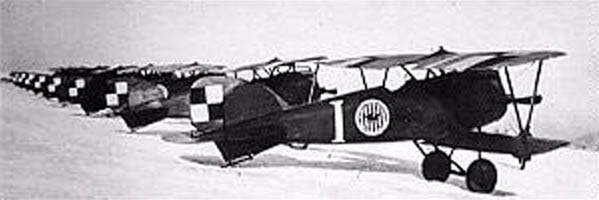
Cazabombarderos Albatros D.III (Oef) de la 7.ª Escuadrilla Aérea Polaca en el aeródromo de Lewandówka en el invierno de 1919-1920.

La lista de los conflictos en los que se han estado envueltas fuerzas de Polonia se encuentra relatada en crónicas históricas desde 972, pero las presentes fuerzas armadas trazan sus raíces a principios del siglo XX. Sin embargo, la historia de las fuerzas armadas polacas en el sentido más amplio se remonta mucho más atrás. Después de las particiones de Polonia, durante el periodo desde 1795 hasta 1918, las fuerzas armadas polacas fueron recreadas varias veces en Polonia durante las alzamientos como el Levantamiento de Noviembre de 1830 y el Levantamiento de Enero de 1863, y fuera de Polonia durante las guerras napoleónicas (Legión Polaca en Italia). El Reino de Polonia, gobernado por el zar de Rusia con cierto grado de autonomía, tenía un ejército polaco separado entre los años 1815-1830 que fue desmantelado después de insurrecciones populares fracasadas. Gran número de polacos también sirvieron en los ejércitos de las potencias que se repartieron Polonia, Rusia, Austria-Hungría (antes de 1867 Austria) y Alemania (antes de 1871 Prusia). Sin embargo, estas potencias tuvieron cuidado de repartir los soldados polacos entre todos sus ejércitos y como regla no crear unidades predominantemente polacas.
Durante la I Guerra Mundial, las legiones polacas fueron establecidas en Galitzia, la parte más meridional de Polonia bajo ocupación austriaca. Fueron también desmanteladas después de que las Potencias Centrales fracasaron en proporcionar garantías de una independencia polaca después de la guerra. El general Józef Haller, el comandante de la Segunda Brigada de la Legión Polaca, cambió de bando a finales de 1917, y vía Múrmansk llevó parte de sus tropas a Francia, donde crearon el Ejército Azul. Se le unieron varios miles de voluntarios polacos desde los Estados Unidos. Luchó valientemente en el frente francés en 1917 y 1918.
El Ejército Polaco fue recreado en 1918 de elementos de los tres ejércitos separados de Rusia, Austria-Hungría y Prusia, y equipado con material que quedó tras la I Guerra Mundial. La fuerza experimentó un gran crecimiento durante el conflicto soviético-polaco de 1919-1922 hasta los cerca de 800.000 hombres, que luego fueron reducidos en cantidad una vez la paz fuera restablecida.

### Segunda Guerra Mundial

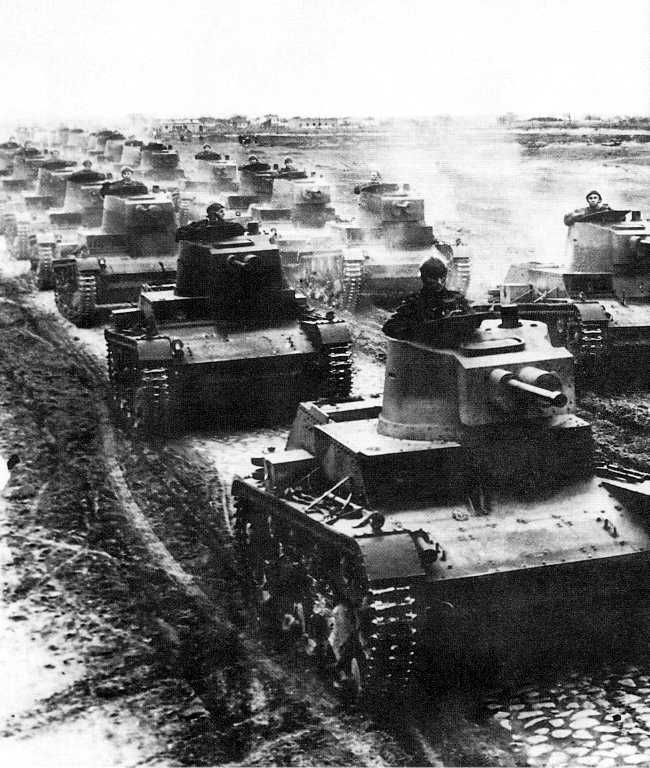
Tanques polacos 7TP en formación durante los primeros días de la invasión alemana de Polonia de 1939.

Durante la Segunda Guerra Mundial, a 1 de septiembre de 1939 las fuerzas eran cercanas a un millón de hombres, pero fueron superadas en el ataque alemán de septiembre de 1939, que fue seguido el 17 de septiembre por la invasión de la Unión Soviética desde el Este. Algunas fuerzas polacas escaparon de la ocupación y división del país, y se unieron a las fuerzas aliadas luchando en otros teatros de operaciones mientras que las que permanecieron en Polonia se dividieron en unidades de guerrilla de la Armia Krajowa ("Ejército Patrio") y otros grupos partisanos que lucharon en la clandestinidad contra los ocupantes extranjeros de Polonia. Así existían tres fuerzas armadas polacas desde 1939; las Fuerzas Armadas Polacas del Oeste, la Armia Krajowa y otras organizaciones luchando contra los alemanes en Polonia, y las Fuerzas Armadas Polacas del Este, que más tarde se convertiría en las Fuerzas Armadas Polacas (LWP) comunistas de la posguerra.

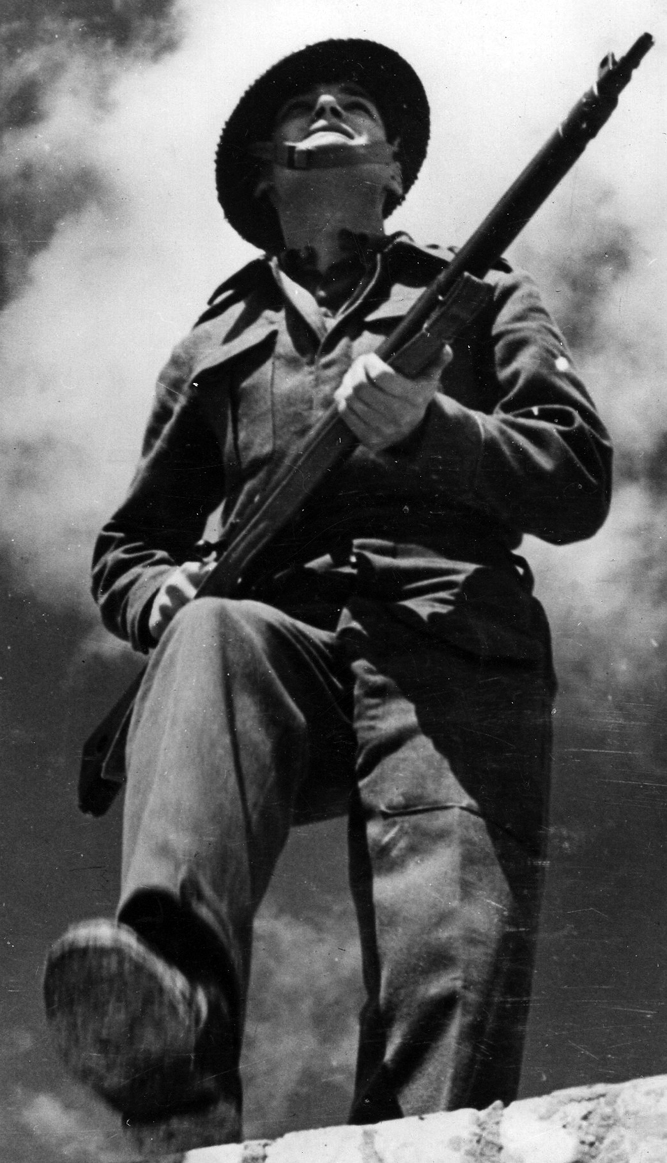
1941, un soldado de la Brigada de Rifles Polaca Independiente de los Cárpatos luchando en Tobruk, Norte de África.

Las Fuerzas Armadas Polacas en el Oeste comprendieron ejército, armada y unidades de fuerza aérea, y eran leales al Gobierno Polaco en el exilio. Algunas formaciones y unidades militares del ejército incluyeron el Ejército Polaco en Francia (1939-1940), el I Cuerpo Polaco del Oeste, el II Cuerpo Polaco, y el grupo de Comando en Oriente Medio que fue brevemente designado III Cuerpo. Entre sus más notables operaciones estuvieron las acciones de la 1.ª División Blindada en Mont Ormel, durante la Operación Overlord (Campaña de Normandía), la Batalla de Monte Cassino (Operación Diadema) escalando las montaña por elementos del II Cuerpo Polaco, y las acciones durante la Batalla de Arnhem por la 1.ª Brigada Polaca de Paracaidistas. Las Fuerzas Aéreas Polacas en Francia y Gran Bretaña consistían en quince escuadrones bajo el control operacional de la Royal Air Force (RAF) y el Cuerpo Aéreo del Ejército británico, así como algunas unidades bajo la dirección de la Fuerza Aérea Francesa. La Fuerza Aérea Polaca luchó en la Batalla de Francia como un escuadrón de cazas (GC 1/145), varias pequeñas unidades unidas a escuadrones franceses, y numerosos vuelos de defensa de la industria (aproximadamente 130 pilotos, que alcanzaron 55 victorias y la pérdida de 15 hombres). Las unidades navales comprendían tres destructores de la Armada Polaca que habían escapado de Polonia bajo el Plan Peking para luchar a lado de los aliados occidentales desde Gran Bretaña, así como otras muchas embarcaciones que más tarde se pusieron bajo tripulación polaca bajo los auspicios de la Royal Navy. Estas embarcaciones incluyeron los cruceros ORP Dragon y Conrad, siete destructores, tres destructores clase Hunt Tipo II, y cinco submarinos.
Lo que más tarde se convertiría en el comunista LWP fue formado durante la Segunda Guerra Mundial como 1.ª División de Infantería Tadeusz Kościuszko, también conocido extraoficialmente como Ejército Berling. La mayoría de oficiales eran polacos. La primera fuerza polaca formada en la URSS, el Ejército Anders, había sido movilizada en ese tiempo a Irán. Las fuerzas polacas pronto crecieron más allá de la 1.ª División en dos comandos mayores - el Primer Ejército Polaco (de Berling) y el Segundo Ejército Polaco (comandado por Karol Świerczewski). El Primer Ejército participó en la Ofensiva del Vístula-Oder y en la Batalla de Kolberg (1945) antes de participar en la ofensiva final de la Batalla de Berlín. El Segundo Ejército Polaco sirvió bajo el comando del soviético 1r Frente Ucraniano en 1945 y luchó en las vecindades de Bautzen y Dresde. En el Este estos dos ejércitos eran apoyados en ocasiones por unidades aéreas polacas, parte de la Fuerza Aérea del Ejército Polaco.
Las unidades militares polacas alineadas con el comunismo eran el Ejército Popular de Polonia, formado en la Unión Soviética y parcialmente integrado con formaciones del Ejército Rojo. Se convirtieron en el núcleo de las fuerzas armadas de la Polonia de posguerra. Fueron conocidas oficialmente como Fuerzas Armadas de la República de Polonia desde 1945 hasta 1952 (el mismo que el nombre actual), y Fuerzas Armadas de la República Popular de Polonia desde 1952 hasta 1990, reflejando el cambio de nombre del país de República de Polonia a República Popular de Polonia.

### Después del final de la guerra (1945-1989)

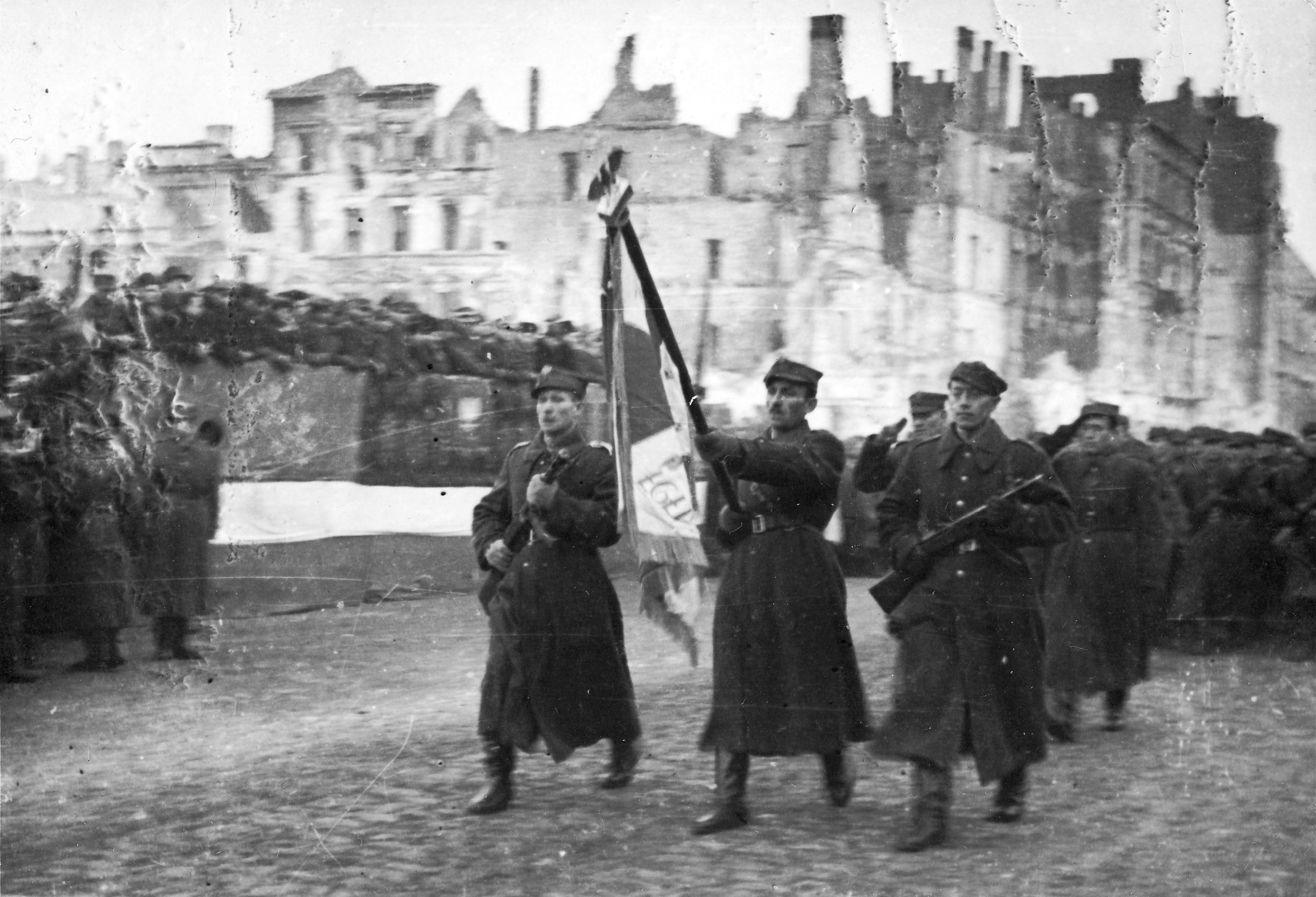
Tropas de Polonia 1945

Después de la Segunda Guerra Mundial el Ejército de Polonia fue reorganizado en seis, luego siete, distrito militares. Estos eran en su orden:
- Distrito Militar de Varsovia, con su comando general (CGFFMM) en la ciudad de Varsovia.
- Distrito Militar de Lublin, con su comando general (CGFFMM) en la ciudad de Lublin.
- Distrito Militar de Cracovia, con su comando general (CGFFMM) en la ciudad de Cracovia.
- Distrito Militar de Lodz, con su comando general (CGFFMM) en la ciudad de Lodz
- Distrito Militar de Poznan, con su comando general (CGFFMM) en la ciudad de Poznan.
- Distrito Militar de Pomerania, con su comando general (CGFFMM) en la ciudad de Torun.
- Distrito Militar de Silesia, con su comando general (CGFFMM) en la ciudad de Katowice.

Estos se crearon en el otoño de 1945, y en posteriores reorganizaciones su número fue decreciendo, llegando a ser tan sólo 3, y hoy día únicamente 2 distritos militares. Al conjunto de las Fuerzas Armadas de Polonia se le preparó y capacitó para la defensa del territorio nacional en toda su extensión frente a una posible y nueva invasión desde Occidente (todo en base al plan de defensa maestro de Stefan Mossor). En las postrimerías de los años 1940 e inicios de los 1950 el Ejército y la Armada, así como la Fuerza Aérea, estuvieron bajo el mando del Mariscal de la Unión Soviética Konstantín Rokossovski, y quien obtuvo el título adicional de Mariscal de Polonia así como el de Ministro de la Defensa Nacional de Polonia. Sus integrantes a su vez estuvieron altamente integrados en las estructuras de mando y operativas de las Fuerzas Armadas Soviéticas. Este proceso se detuvo ante la factible derrota política del gobierno comunista de Polonia en el marco de los sucesos del Octubre Polaco en el año de 1956, a su vez algunas brigadas de ingenieros y artilleros que se estaban formando en dicho territorio detuvieron sus estudios y retornaron a Polonia.
En el año 1953, Polonia se convirtió en participante activo de las operaciones de pacificación de los Cascos Azules de la Naciones Unidas. Polonia a su vez ha mantenido durante décadas desde su establecimiento un comité de participación en las UNIFIL (Fuerzas de las Naciones Unidas en el Líbano) con 500 hombres participando de dichas operaciones.
Antes de la caída del comunismo el prestigio general de las Fuerzas Armadas de Polonia siempre decreció al ser usadas contra el pueblo que debieran cuidar, y así mismo al serle comprobados ciertos desmanes en los operativos del gobierno comunista en las supresiones violentas de los mítines organizados por la oposición en:
- Las protestas de Poznań de 1956
- Invasión de Checoslovaquia por el Pacto de Varsovia en 1968
- Historia de Solidarność
- Ley marcial en Polonia entre 1981-1982

El conjunto de las "LWP" SZ PRL fue movilizado también para la invasión de Checoslovaquia por el Pacto de Varsovia con el fin de impedir la democratización en Checoslovaquia, conocida comúnmente como la Primavera de Praga. Formalmente organizadas acorde a los roles establecidos por la extinta Unión Soviética dentro de los estándares enmarcados en el Pacto de Varsovia, las Fuerzas Armadas de Polonia serían posteriormente reorganizadas de acuerdo a los recientemente implementados estándares de la OTAN, organización en la que Polonia ingresó en 1999. Así se convertiría en una de las primeras naciones del antiguo Bloque del Este en ser recibidas en el seno de la Alianza Atlántica, lo que produce aún hoy día serios roces con Rusia, heredera de la extinta Unión Soviética.

### Actualidad (1989-presente)
Luego de su salida del bloque oriental, y ante la creciente oposición ante los incidentes que dieron origen a la Guerra de Irak de 1991, las Fuerzas Militares de Polonia tomaron parte en las operaciones aliadas conducidas por Estados Unidos en el marco de las sanciones interpuestas por la ONU, desplegando dos navíos, el Piast y el Wodnik, y a una brigada médica (véase en PKW Zatoka Perska  para más información). En el periodo de los años 1994 a 95, 53 hombres de la unidad especial de contraterrorismo GROM serían desplegados a una misión en Haití para apoyar la Operación de Apoyo a la Democracia.
Luego de asistir a dichas operaciones, y favorable a los cambios surgidos en las naciones del antiguo orbe comunista, Lech Walesa decide cambiar el nombre de República Popular de Polonia a la nación al de República de Polonia, como antes de 1939 era denominado el país.
En el año 2003, las Fuerzas Militares de Polonia, ya parte integrante de la OTAN; toman parte en las operaciones que condujeron a la reinvasión de Irak del año 2003, desplegando a sus fuerzas especiales y un buque de apoyo y soporte (véase en PKW Zatoka Perska (2003) para más información). Seguidamente, y después de la caída del régimen dictatorial de Saddam Hussein, las tropas de Polonia suplieron con una brigada y una división a las fuerzas acantonadas en el cuartel general de la 17.ª división en el marco de su acción dentro de la División Sur-Central de la Fuerza de Tarea Multinacional, parte de la coalición liderada por los Estados Unidos dentro de las Fuerzas Multinacionales en Iraq. En el culmen de dichas misiones, Polonia había desplegado 2.500 soldados en sur del país. Polonia había desplegado cerca de diez helicópteros de ataque y transporte como parte de sus fuerzas en Irak entre los años 2004 y 2008. Otras de las misiones completas en el marco de las misiones de la OTAN fue la participación en el año de 2005 en la misión Swift Relief en Pakistán, en donde la Fuerza de Despliegue Rápido de respuesta de la OTAN (NATO Response Force) y su personal allí desplegado sería despachada. En el marco de su participación OTAN, el personal más capacitado del Ejército fue enviado a Pakistán para participar en dicho despliegue, y en él se incluyó a una compañía de ingenieros, un pelotón del 1.er Regimiento de Comandos Especiales (1 Pułk Specjalny Komandosów), y un componente de apoyo logístico de la 10.ª Brigada de Logística. Como fuera, las fuerzas polacas serían enviadas al contingente |MINURCAT en la república africana de Chad y a la República Centroafricana entre los años 2007 a 2010 dentro del marco de las operaciones de las Naciones Unidas. Para el año 2008, Polonia había desplegado 985 hombres en 8 operaciones separadas dentro de las fuerzas de cascos azules de pacificación de la ONU (en los contingentes de las Fuerzas de Observadores de Desarme de la ONU, MINURSO, MONUC, UNOCI, UNIFIL, UNMEE, UNMIK, UNMIL, y las UNOMIG).
Actualmente Polonia dispone de cerca de 2600 hombres en misiones a lo largo del globo y cerca de 13 helicópteros asignados en las operaciones de la OTAN en Afganistán en la International Security Assistance Force, 200 militares acantonados en Bosnia y Hercegovina con el contingente de la EUFOR Althea, 288 soldados en Kosovo com parte del contingente de la KFOR en su Fuerza Multinacional del Grupo Este (del inglés: MNBG-E), con una configuración de rotación en el despliegue de estas tropas desplegadas en el marco de la misión OTAN en el Mando Aéreo de Patrullaje en el Mar Báltico con base de operaciones en Lituania operando el Grupo de Despliegue de Reacción Inmediata compuesto de aproximadamente por 100 hombres entre los soldados y cuatro grupos de defensa aérea compuestos de aviones de combate, y comités de inspección periódicos Grupo de prevención y alerta NRF 1 en el Océano Atlántico y en la Operación "Active Endeavour" en el Mediterráneo.
En el marco de las operaciones OTAN, las Fuerzas Militares de Polonia se han destacado en su participación en los ejercicios Eagle Guardian, los que aparentemente son el marco del plan de defensa de la extensión territorial de Polonia y de los países bálticos. Aparte, Polonia ha incrementado su rol como el mayor participante europeo en las misiones de pacificación en el mundo a través de varias acciones de pacificación de la ONU, así como con su cooperación con las naciones vecinas mediante formaciones de fuerzas multinacionales como las Multinational Corps Northeast y el POLUKRBAT. Para enero de 2010, las Fuerzas Militares de la República de Polonia se han mudado del anterior sistema de conscripción al del modelo de fuerzas semi-profesionales asalariadas, en otras palabras depende de mercenarios para la defensa de su territorio.

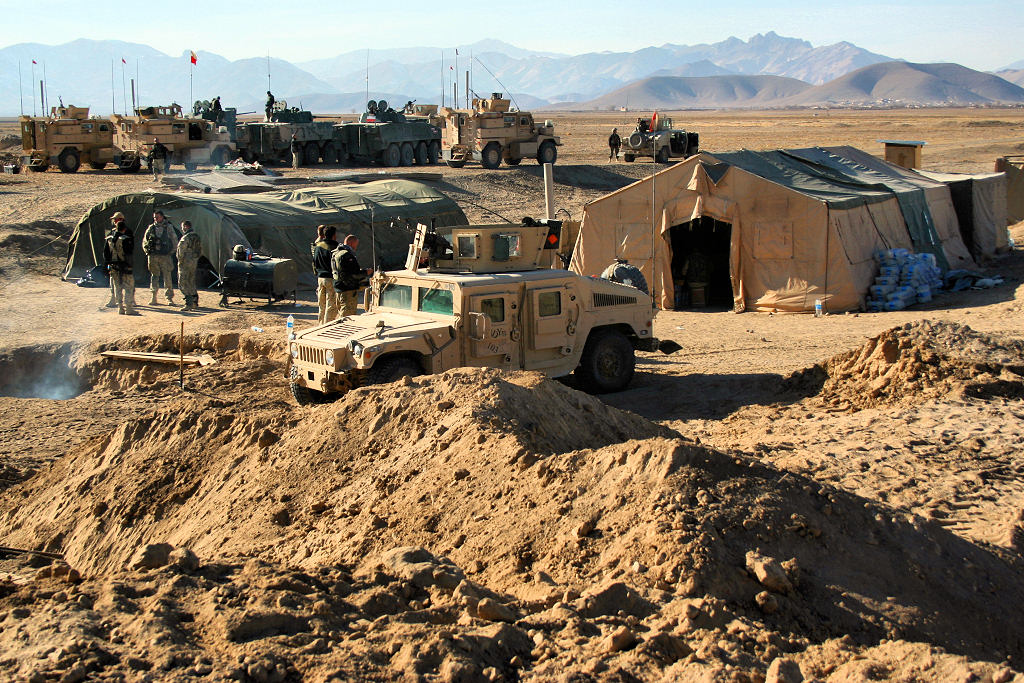
Soldados del Grupo de Combate B en Afganistán resguardando la Autopista # 1, que conecta a Kabul con Kandahar.

Para abril de 2010 un Avión de transporte VIP del modelo Tu-154 de la Fuerza Aérea de Polonia se estrelló en las cercanías de la localidad de Smolensk, en Rusia en el viaje de tránsito hacia la ceremonia de conmemoración de la masacre de Katyn. A bordo en el avión iban varios mandos militares de la alta cúpula polonesa junto al Presidente (el Comandante en Jefe), el Jefe del Estado Mayor de las Fuerzas Polacas, los cuatro comandantes de las cuatro fuerzas militares, y un número de otros militares delegatarios y oficiales en comisión. Todos los tripulantes perecieron en el accidente. Empero, el ministro de Defensa permaneció en Varsovia, salvándose del accidente en el proceso.

## Organización actual

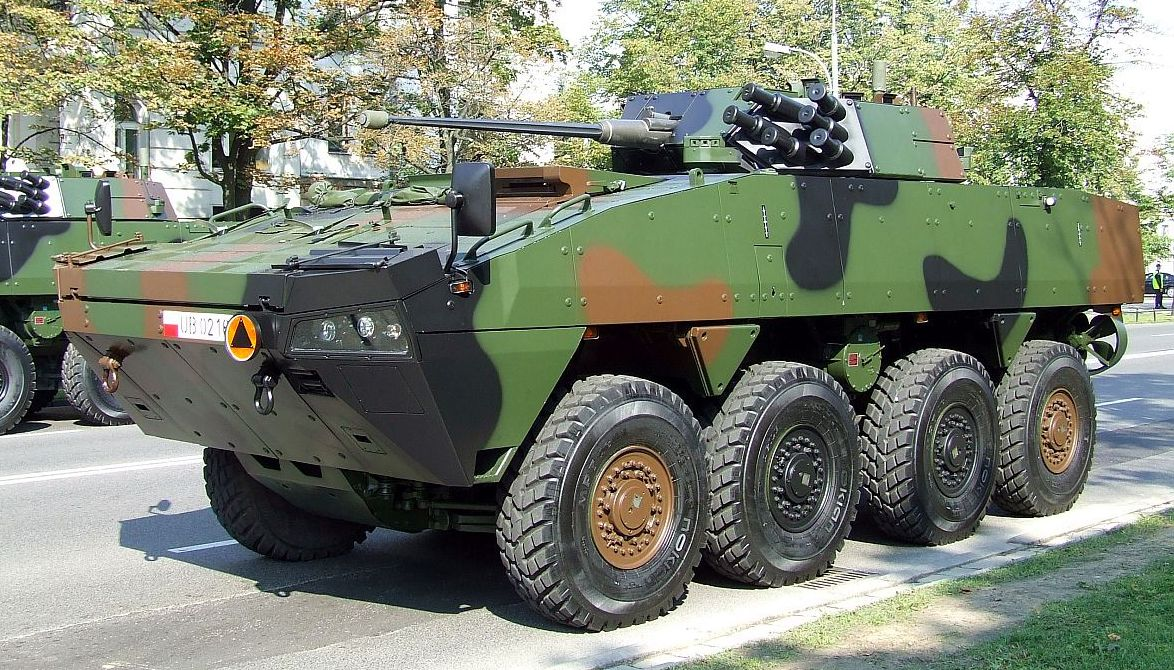
Blindado de la infantería KTO Rosomak.

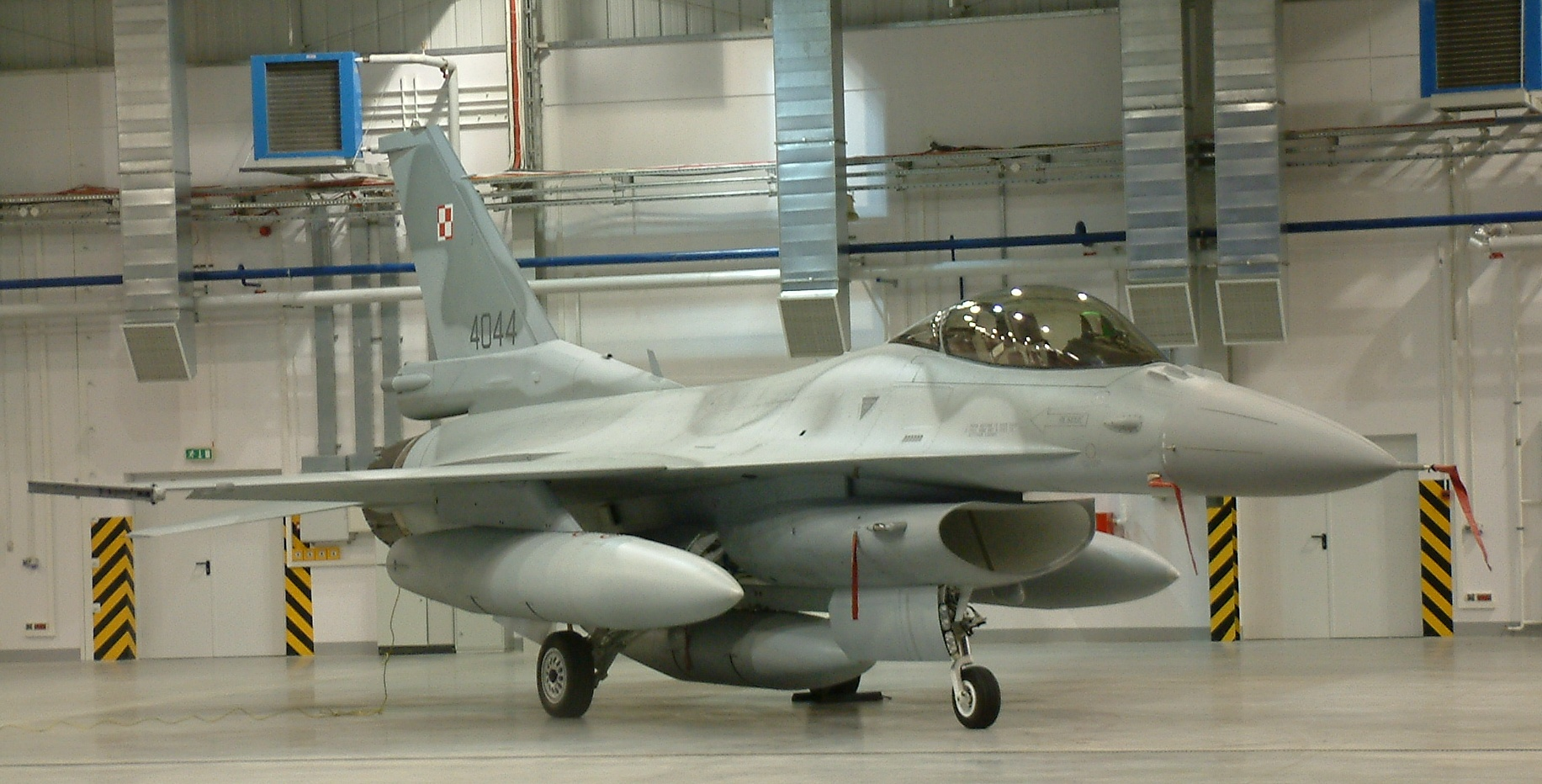
Un cazabombardero F-16C bloque 52+ de la Fuerza Aérea de Polonia.

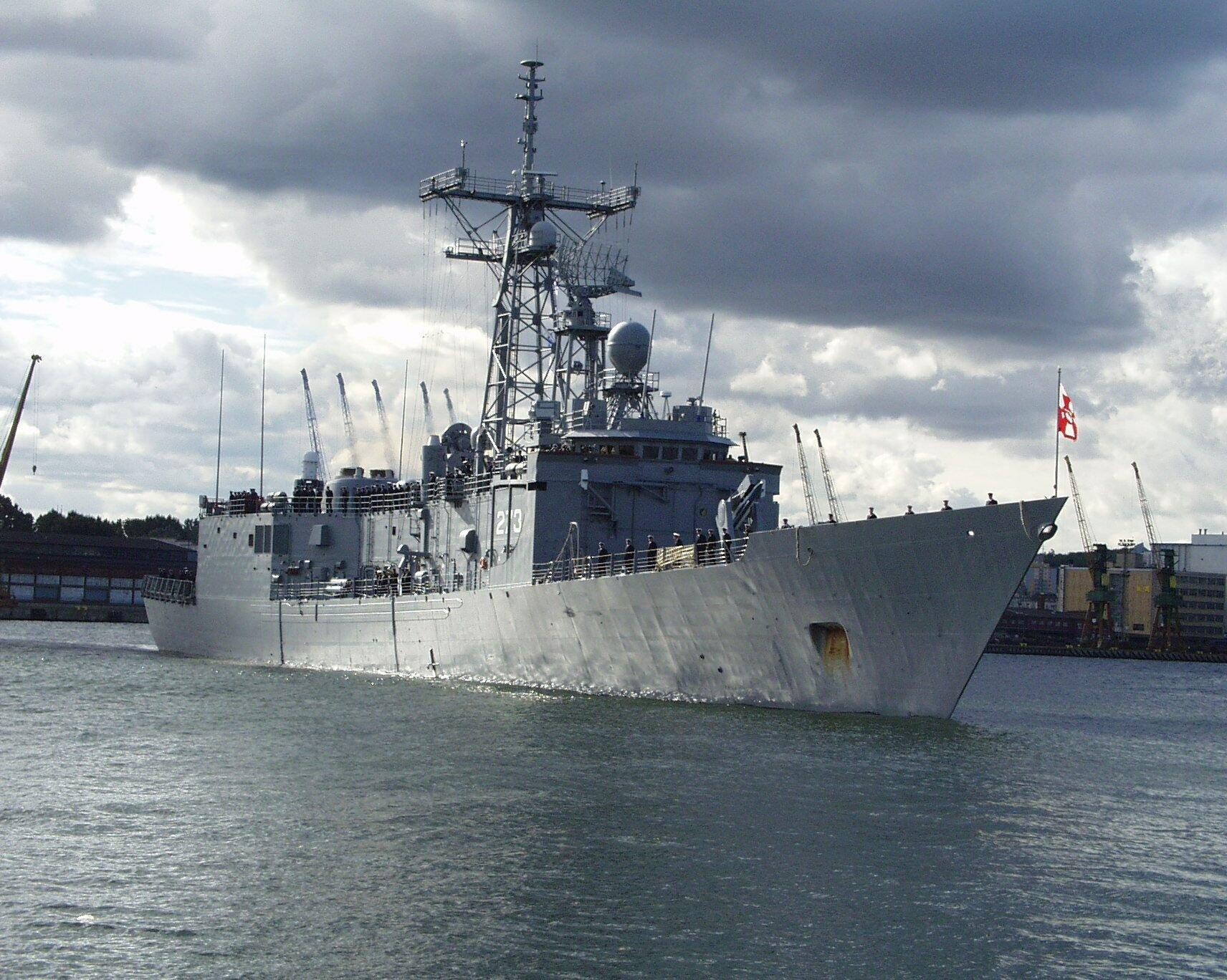
Fragata ORP Generał Tadeusz Kościuszko.

Las Fuerzas Armadas de la República de Polonia constan actualmente de 148.100 hombres en servicio activo y una reserva de personal de 20.000 en activo. Y de ser necesario cerca de 240.000 hombres adicionales pueden ser movilizados. El tamaño del pie de fuerza de las diferentes unidades y especialidades eran en el 2021, las relacionadas a continuación:
- Fuerzas Terrestres de Polonia: 62.000[15] (tres divisiones: la 11.ª División de Caballería Blindada, 12.ª División Mecanizada, 16.ª División Mecanizada, y en la que se incluye a la 1.ª División Mecanizada de Varsovia, que fue disuelta el 1 de septiembre de 2011).

- Fuerza Aérea de Polonia: 36.500[15]

- Armada de Polonia: 12.600[15] - Esta fuerza comprende a la 3.ª Flotilla (con base en la ciudad de Gdynia), la 8.ª Flotilla de Defensa Costera (con base en la ciudad de Świnoujście), y la 1.ª Brigada de Aviación Naval (con base en Gdynia).

- Fuerzas Especiales de la República de Polonia: 5.000[16]

- Defensa Territorial 32.000

Todas las cuatro fuerzas disponen de voluntarios y refuerzos en las siguientes proporciones:
- Infraestructura de base: 43.768[15] (que representan el 39,8% de la totalidad del personal activo), en los que se incluyen:
  - Ministerio de Defensa de la República de Polonia
  - Central de Soporte y Apoyo logístico
  - Comando Militar
  - Cadena de Suplimiento y logística militar
  - 4.500 Gendarmería Militar[17][18]

- Fuerzas de reservistas militares: 20.000 (Voluntarios a tiempo parcial que sirven junto al Ejército, la Armada y la Fuerza Aérea).[19]

En adición a lo anterior, las Fuerzas Armadas de Polonia emplean a unos 46.000 técnicos y especialistas civiles que se subdividen a su vez en el total de las ramas de las Fuerzas Armadas de Polonia. Y recientemente en el año 2010 el Ministerio de Defensa Nacional de la República de Polonia anunció su intención de reducir este número en cerca de un 10% hasta el año 2012.

## Equipamiento

### Ejército
- Carros de combate: 906 (Leopard 2A4, PT-91 Twardy y PT-91MA1, T-72, T-72A, T-72M1, T-72M1D)[22]
- VCI's: 1687 (KTO Rosomak, BWP-1, BWR-1S, BWR-1D, HMMWV, BRDM-2)[22]
- Artillería: 1153 (120mm o mayor)[22]
- Aviación militar helicoportada: 143 (PZL W-3, PZL SW-4, Mi-8, Mi-17, Mi-24, Mi-2)[22]

### Fuerza aérea
- Aviones caza: 83 (35 MiG-29A, 48 F-16 C,D bloque 52+)[22]
- Aviones de ataque: 45 (Su-22M4)[22]
- Entrenadores avanzados (a reacción): 54 (PZL TS-11 Iskra)[22]
- Entrenadores turbopropulsados: 37 (PZL-130 Orlik)[22]
- Cargueros: 40 (C-295, C-130, PZL M28)[22]
- Helicópteros: 58 (PZL W-3, PZL SW-4, Mi-8, Mi-17, Mi-2, Bell 412)[22]

### Armada
- Fragatas: 2 (de la Clase Oliver Hazard Perry)[22]
- Corbetas: 3 (Clase Kaszub, Clase Tarantul)[22]
- Submarinos: 5 (Clase Kilo, Clase Kobben)[22]
- Lanchas de Ataque Rápido: 3 (Clase Orkan)[22]
- Dragaminas y Buques contra-medidas: 19 (Clase Gardno, Clase Mamry, Clase 206FM)[22]
- Posaminas - Barcos de despliegue en tierra: 5 (Clase Lublin)[22]
- Cerca de otras 40 embarcaciones (que incluyen barcos de investigación oceanográfica, tanqueros, buques de rescate y salvamento y otras embarcaciones de entrenamiento)[22]
- Aviones: 12 (PZL M28B Bryza)[22]
- Helicópteros navales: 31 (SH-2 Seasprite, PZL W-3, Mil Mi-14, PZL Mi-2, Mil Mi-17)[22][23]

### Modernización
Desde el año 2011, el proceso de actualización del parque militar ha sido llevado a cabo más o menos a la mitad de lo que se ha presupuestado como un programa de modernización de largo alcance. Inmediatamente los planes involucran un nuevo sistema de misiles antiaéreos, aviones entrenadores a reacción ligeros (LIFT), y una aeronave cisterna, aparte de un nuevo transporte VIP, y helicópteros de ataque, aparte de un proyecto para la adquisición de un submarino de más capacidad, y de un programa de modernización y rearmamento en los sistemas de cañones y otras piezas de artillería. Pero a medida que transcurre dicho programa y de acuerdo a las predicciones de los expertos sugerían que por las constantes limitaciones presupuestarias no sería posible el cubrir en un corto plazo las necesidades de reemplazar a los equipos más obsoletos, dada la envergadura de la mayoría de programas de adquisición como los de 2 aviones cisterna, 50 helicópteros de transporte y 7 corbetas multirrol; los cuales han sido pospuestas o completamente cancelados. Las recientes modernizaciones en curso incluyen a los proyectos:
- WR-40 Langusta Lanzacohetes múltiple motorizado (30 ordenados + futuras adquisiciones planeadas).
- Cañón autopropulsado AHS Krab (pruebas de dos prototipos recientes, 2011).
- Mi 17 Helicóptero de transporte pesado (5).
- / KTO Rosomak Vehículo multirrol con blindaje (690 + 205 vehículos en configuraciones actualizadas).
- / Corbeta Clase Gawron: proyecto rechazado, un buque de guerra sin terminar.
- Proyecto del Soldado del futuro polaco (Projekt TYTAN).
- Aeronautics Defense Systems Ltd. ha ofrecido varias unidades del Orbiter UAV y del Aerostar UAV (10).
- Dragaminas de la Clase Kormoran 2 (3).
- Submarinos clase Scorpène o  Tipo 214 (1 o 2).
- M346 Master; Aeronave entrenador de turbinas avanzado (48)
- PZL W-3PL Głuszec Helicóptero de misiones CSAR o de combate (22 para ser actualizados y repotenciados).
- CKPTO Hipopotam Vehículo anfibio pesado 8x8.
- WPB Anders Plataforma sobre orugas universal.
- Naval Strike Missile Misiles de crucero (12-48).
- RBS-15 Sistema de misiles de ataque a naves/tierra "Dispara y olvida".

## Personal
Se dice que las Fuerzas Armadas de Polonia son las únicas fuerzas armadas que usan un saludo de saludo de dos dedos, y que únicamente se utiliza al vestir un sombrero (esto se refiere al hecho de que el saludo no es algo meramente ceremonial, y se le da al emblema portado en el quepis en sí mismo) y en el cual se apunta al emblema del águila de Polonia, así como al quepis de cuatro puntas (denominado localmente en polaco: rogatywka). Este saludo es hecho de tal manera que el dedo medio y el índice estén extendidos y se toquen entre sí, mientras el dedo anular y el meñique son sostenidos por el pulgar. El significado tras dicho saludo, en el que dedo índice y los demás tocan la punta del quepis es por mero respeto al "honor y la patria" (Honor i Ojczyzna).